# 23. Waffen-Gebirgs-Division der SS „Kama“ (kroatische Nr. 2)
Die 23. Waffen-Gebirgs-Division der SS „Kama“ (kroatische Nr. 2) war ein deutscher, militärischer Großverband im Zweiten Weltkrieg.

## Geschichte

### Aufstellung
Mit der Aufstellung der 23. Waffen-Gebirgs-Division der SS „Kama“ (kroatische Nr. 2) aus sogenannten Volksdeutschen und Bosniaken wurde am 10. Juni 1944 in Ostkroatien begonnen. Zwei Wochen später wurde die Division in den Aufstellungsraum der 18. SS-Freiwilligen-Panzergrenadier-Division „Horst Wessel“ nach Süd-Ungarn verlegt.

### Auflösung während der Aufstellung
Am 24. September 1944 erging jedoch der Befehl zum Abbruch der Aufstellung, da die Rote Armee bereits weit nach Westen vorgestoßen war und die Ausbildungslager der Division bedrohten.

### Verwendung der aufgestellten Truppenteile
Das deutsche Rahmenpersonal wurde der neu gebildeten 31. SS-Freiwilligen-Grenadier-Division zugeführt, während die Bosniaken der 13. Waffen-Gebirgs-Division der SS „Handschar“ (kroatische Nr. 1) zugeteilt wurden.

### Weitergabe der Divisionsnummer
Die freigewordene Divisionsnummer wurde im Februar 1945 für die 23. SS-Freiwilligen-Panzergrenadier-Division „Nederland“ (niederländische Nr. 1) genutzt.

## Gliederung
- Waffen-Gebirgsjäger-Regiment der SS 55
- Waffen-Gebirgsjäger-Regiment der SS 56
- Waffen-Gebirgs-Artillerie-Regiment der SS 23
- Divisionseinheiten 23

## Kommandeure
- 1. Juni bis 28. September 1944 SS-Standartenführer Helmuth Raithel
- 28. September bis 1. Oktober 1944 SS-Oberführer Gustav Lombard